# Convoi no 23 du 15 janvier 1944
Le convoi no 23 du 15 janvier 1944 est le vingt-quatrième convoi de déportation à quitter, au cours de la Seconde Guerre mondiale, le territoire belge en direction d'Auschwitz-Birkenau,.
Le convoi emmenait 655 personnes : 340 hommes, 315 femmes, dont 55 enfants de moins de seize ans. L'une d'elles est Schaja Cukier, évadée du convoi no 20. Blessée, elle fut reprise et soignée à l'hôpital de Schaerbeek dont elle s'évada également. Reprise, elle disparut avec le convoi no 23.
C'est également ce même jour que partira le convoi Z (pour Zigeuner, Tzigane) emmenant, Jacqueline Valdoche, née le 15 décembre 1943, petite Tzigane âgée de trente jour. Elle sera la plus jeune enfant de la déportation belge.